# Спомен-парк Револуције (Лесковац)
Спомен-парк „Револуције“ је меморијални парк, који се налази на источној падини узвишења Хисар у граду Лесковцу. Комплекс је саграђен 1971. године, а његов аутор је архитекта Богдан Богдановић. Посвећен је борцима НОВЈ и жртвама фашизма из овог краја који су погинули током Другог светског рата.

## Опис
Спомен-парк се састоји од три основне целине: церемонијални пут, простор са кенотафима/стећцима и симболична конична скулптура која се уздиже над амфитеатром. 
Пут до спомен-простора дуг је 450 метара, а на његовом почетку стоји дрвени улаз изрезбарен по узору на локалну традиционалну архитектуру. Уз пут се на сваких 8 до 12 метара налази по један омањи крајпуташ. Комеморативни део спомен-парка састоји се од укупно 34 стећка који варирају од 1.2 до 2.2 м висине, од којих су на њих 14 исписана имена свих народних хероја из Лесковца и околине, на 3 значајни револуционари, а на преосталих 17 пали борци сахрањени у спомен-парку. Централни конични споменик је заправо кенотаф подигнут у част преко 1.000 палих бораца НОВЈ и жртава фашизма из Лесковца и околине. Споменик је међу локалним становништвом познат по именом „Богиња победе“, али га је сам Богдановић прозвао „Шумска богиња“; споменик се састоји од 12 метара високог конуса на чијем врху стоји круна са које су висила четири орнамента (наушнице).
Спомен-комплекс је свечано отворио Петар Стамболић 4. јула 1971. године.
Године 2009, у спомен-парк је укључен лапидаријум од двадесетак јеврејских надгробних споменика, сакупљених у ближој околини. Наиме, до Другог светског рата, у близини се налазило мало јеврејско гробље које су затим уништили нацисти.
Спомен-парк Револуције у Лесковцу је 1992. године регистрован као Знаменито место.

## Имена најистакнутијих лесковачких бораца у Спомен-парку
- Коста Стаменковић - 1893-1942 Народни херој
- Благоје Николић - 1895-1943 Истакнути револуционар
- Влада Ђорђевић - 1905-1941 Народни херој
- Стојан Љубић - 1919-1943 Народни херој
- Ајдини Зејнел - 1910-1942 Народни херој
- Станимир Вељковић Зеле 1919-1942 Народни херој
- Тома Костић 1900-1942 Истакнути револуционар
- Ђурђелина Динић 1913-1943 Народни херој
- Миленовић Синадин 1896-1943 Народни херој
- Трајко Стаменковић - 1909-1942 Народни херој
- Радован Ковачевић - 1919-1943 Народни херој
- Мирко Сотировић 1906-1943 Народни херој
- Благоје Костић - 1920-1943 Народни херој
- Благоје Ристић - 1921-1942 Истакнути револуционар
- Милорад Диманић - 1902-1944 Народни херој
- Божидар Стојановић - 1913-1944 Народни херој
- Владимир Букилић - 1919-1944 Народни херој[3]

## Посебна обележја за сахрањене борце
- Влада Ђорђевић - 1905-1941 Народни херој
- Боривоје Димитријевић - 1913-1942 Истакнути револуционар
- Бранислав Богдановић - 1923-1943 Истакнути револуционар
- Никола Живковић - 1916-1943 Истакнути револуционар
- Милица Михајловић - 1926-1942 Истакнути револуционар
- Чедомир Стојадиновић - 1919-1942 Истакнути револуционар
- Владимир Радоњин - 1913-1942 Шпански борац
- Благоје Костић 1920-1943 Народни херој
- Цветковић Ђорђе 1922-1942 Истакнути револуционар
- Урош К. Томић 1921-1942 Истакнути револуционар
- Јован Живковић 1920-1942 Истакнути револуционар
- Јован Живковић 1905-1943 Предратни активиста
- Новица Г. Илић - 1919-1941 Секретар ОК СКОЈ-а
- Вукићевић Крста 1910-1941 Истакнути борац
- Ћеранић Добривоје 1910-1941 Истакнути борац
- Јовановић Бранко 1908-1941 Заменик команд. одреда
- Драгољуб Живковић 1910-1941 Истакнути борац[3]

## Галерија
- Стећци
- Спомен парк у Лесковцу